# 高知県の廃止市町村一覧
高知県の廃止市町村一覧（こうちけんのはいししちょうそんいちらん）は、高知県における市制・町村制施行（1889年4月1日）後に、市町村合併や他の自治体に統合されることなどにより廃止した市町村の一覧である。単なる名称の変更は対象としない。
- 町村が「町制」・「市制」を施行し町・市となるケース
  - 「市町村」以外の表記名を変更しなかった自治体は一覧に含まれない。（例：佐川村 → 佐川町）
  - 町制・市制を施行した際に名称を変更した場合も一覧に含まれない。（例：高岡町 → 土佐市）
- 市町村が名称変更した場合は一覧に含まれない。
- 所属郡が変更になった場合は一覧に含まれない。
- 市町村合併で廃止した市町村のケース
  - 編入合併した場合の、存続市町村は廃止に当たらないので一覧に含まれない。
  - 編入合併した場合の、廃止した市町村は一覧に含まれる。
  - 新設合併した場合の、廃止した市町村は一覧に含まれる。
  - 新設合併した場合の、名称が残った市町村も一覧に含まれる。（例：旧・本山町 → 新・本山町）
- 分割や分立をしたケース
  - 分割で廃止した市町村は一覧に含まれる。（例：木塚村 → 西分村、芳原村に分割。木塚村は廃止）
  - 分立で存続した市町村は一覧に含まれない。

## 1899年以前
- 吾川郡木塚村 （1893年11月20日）吾川郡西分村、吾川郡芳原村に分割のため

## 1900年～1909年
この10年間に県内に廃止市町村なし

## 1910年～1919年
- 土佐郡江ノ口町 （1917年3月15日）高知市に編入のため

## 1920年～1929年
- 土佐郡旭村 （1925年1月1日）高知市に編入のため
- 土佐郡潮江村 （1926年1月25日）高知市に編入のため
- 土佐郡下知町 （1926年1月25日）高知市に編入のため
- 土佐郡小高坂村 （1927年5月1日）高知市に編入のため
- 土佐郡十六村 （1928年4月1日）土佐郡朝倉村、鏡村、吾川郡伊野町、神谷村に分割編入のため

## 1930年～1939年
- 土佐郡秦村 （1935年9月1日）高知市に編入のため
- 土佐郡初月村 （1935年9月1日）高知市に編入のため

## 1940年～1949年
- 高岡郡新荘村 （1941年1月1日）高岡郡須崎町に編入のため
- 幡多郡上灘村 （1941年4月1日）幡多郡清水町に編入のため
- 吾川郡（旧）池川町 （1941年7月1日）吾川郡池川町新設のため
- 吾川郡富岡村 （1941年7月1日）吾川郡池川町新設のため
- 高岡郡宇佐町 （1942年4月1日）高岡郡新宇佐町新設のため
- 高岡郡新居村 （1942年4月1日）高岡郡新宇佐町新設のため
- 香美郡山南村 （1942年4月1日）香美郡大忍村新設のため
- 香美郡徳王子村 （1942年4月1日）香美郡大忍村新設のため
- 香美郡富家村 （1942年4月1日）香美郡大忍村新設のため
- 香美郡香宗村 （1942年4月1日）香美郡大忍村新設のため
- 土佐郡布師田村 （1942年6月1日）高知市に編入のため
- 土佐郡鴨田村 （1942年6月1日）高知市に編入のため
- 土佐郡朝倉村 （1942年6月1日）高知市に編入のため
- 土佐郡一宮村 （1942年6月1日）高知市に編入のため
- 長岡郡三里村 （1942年6月1日）高知市に編入のため
- 長岡郡五台山村 （1942年6月1日）高知市に編入のため
- 長岡郡高須村 （1942年6月1日）高知市に編入のため
- 吾川郡長浜町 （1942年6月1日）高知市に編入のため
- 吾川郡浦戸村 （1942年6月1日）高知市に編入のため
- 吾川郡御畳瀬村 （1942年6月1日）高知市に編入のため
- 幡多郡和田村 （1942年6月15日）幡多郡宿毛町に編入のため
- 香美郡田村 （1942年6月15日）香美郡日章村新設のため
- 香美郡立田村 （1942年6月15日）香美郡日章村新設のため
- 香美郡三島村 （1942年6月15日）香美郡日章村新設のため
- 幡多郡田ノ口村 （1943年4月29日）幡多郡大方村新設のため
- 幡多郡入野村 （1943年4月29日）幡多郡大方村新設のため
- 幡多郡七郷村 （1943年4月29日）幡多郡大方村新設のため
- 安芸郡穴内村 （1943年10月1日）安芸郡安芸町に編入のため
- 安芸郡中山村 （1943年10月1日）安芸郡安田町に編入のため
- 香美郡大忍村 （1948年4月1日）香美郡山南村、徳王子村、富家村、香宗村に分割のため

## 1950年～1959年
- 吾川郡（旧）伊野町 （1954年3月1日）吾川郡伊野町新設のため
- 吾川郡八田村 （1954年3月1日）吾川郡伊野町新設のため
- 土佐郡宇治村 （1954年3月1日）吾川郡伊野町新設のため
- 高岡郡川内村 （1954年3月1日）吾川郡伊野町新設のため
- 高岡郡（旧）越知町 （1954年3月20日）高岡郡越知町新設のため
- 高岡郡大桐村 （1954年3月20日）高岡郡越知町新設のため
- 吾川郡横畠村 （1954年3月20日）高岡郡越知町新設のため
- 高岡郡（旧）佐川町 （1954年3月20日）高岡郡佐川町新設のため
- 高岡郡斗賀野村 （1954年3月20日）高岡郡佐川町新設のため
- 高岡郡尾川村 （1954年3月20日）高岡郡佐川町新設のため
- 高岡郡黒岩村 （1954年3月20日）高岡郡佐川町新設のため
- 高岡郡（旧）高岡町 （1954年3月31日）高岡郡高岡町新設のため
- 高岡郡高石村 （1954年3月31日）高岡郡高岡町新設のため
- 高岡郡蓮池村 （1954年3月31日）高岡郡高岡町新設のため
- 高岡郡北原村 （1954年3月31日）高岡郡高岡町新設のため
- 高岡郡波介村 （1954年3月31日）高岡郡高岡町新設のため
- 高岡郡戸波村 （1954年3月31日）高岡郡高岡町新設のため
- 幡多郡中村町 （1954年3月31日）中村市新設のため
- 幡多郡下田町 （1954年3月31日）中村市新設のため
- 幡多郡東山村 （1954年3月31日）中村市新設のため
- 幡多郡蕨岡村 （1954年3月31日）中村市新設のため
- 幡多郡後川村 （1954年3月31日）中村市新設のため
- 幡多郡八束村 （1954年3月31日）中村市新設のため
- 幡多郡具同村 （1954年3月31日）中村市新設のため
- 幡多郡東中筋村 （1954年3月31日）中村市新設のため
- 幡多郡富山村 （1954年3月31日）中村市新設のため
- 幡多郡大川筋村 （1954年3月31日）中村市新設のため
- 幡多郡中筋村 （1954年3月31日）中村市新設のため
- 幡多郡宿毛町 （1954年3月31日）宿毛市新設のため
- 幡多郡小筑紫町 （1954年3月31日）宿毛市新設のため
- 幡多郡橋上村 （1954年3月31日）宿毛市新設のため
- 幡多郡平田村 （1954年3月31日）宿毛市新設のため
- 幡多郡山奈村 （1954年3月31日）宿毛市新設のため
- 幡多郡沖ノ島村 （1954年3月31日）宿毛市新設のため
- 吾川郡諸木村 （1954年6月1日）吾川郡平和村新設のため
- 吾川郡秋山村 （1954年6月1日）吾川郡平和村新設のため
- 吾川郡芳原村 （1954年6月1日）吾川郡平和村新設のため
- 吾川郡明治村 （1954年7月20日）高岡郡越知町に編入のため
- 安芸郡和食村 （1954年7月20日）安芸郡芸西村新設のため
- 安芸郡馬ノ上村 （1954年7月20日）安芸郡芸西村新設のため
- 安芸郡西分村 （1954年7月20日）安芸郡芸西村新設のため
- 幡多郡清水町 （1954年8月1日）土佐清水市新設のため
- 幡多郡下ノ加江町 （1954年8月1日）土佐清水市新設のため
- 幡多郡三崎町 （1954年8月1日）土佐清水市新設のため
- 幡多郡下川口町 （1954年8月1日）土佐清水市新設のため
- 安芸郡安芸町 （1954年8月1日）安芸市新設のため
- 安芸郡伊尾木村 （1954年8月1日）安芸市新設のため
- 安芸郡川北村 （1954年8月1日）安芸市新設のため
- 安芸郡東川村 （1954年8月1日）安芸市新設のため
- 安芸郡畑山村 （1954年8月1日）安芸市新設のため
- 安芸郡井ノ口村 （1954年8月1日）安芸市新設のため
- 安芸郡土居村 （1954年8月1日）安芸市新設のため
- 安芸郡赤野村 （1954年8月1日）安芸市新設のため
- 高岡郡別府村 （1954年9月1日）高岡郡仁淀村新設のため
- 高岡郡長者村 （1954年9月1日）高岡郡仁淀村新設のため
- 香美郡山田町 （1954年9月1日）香美郡土佐山田町新設のため
- 香美郡佐岡村 （1954年9月1日）香美郡土佐山田町新設のため
- 香美郡片地村 （1954年9月1日）香美郡土佐山田町新設のため
- 香美郡大楠植村 （1954年9月1日）香美郡土佐山田町新設のため
- 香美郡明治村 （1954年9月1日）香美郡土佐山田町新設のため
- 長岡郡新改村 （1954年9月1日）香美郡土佐山田町新設のため
- 吾川郡神谷村 （1954年10月1日）吾川郡伊野町に編入のため
- 高岡郡須崎町 （1954年10月1日）須崎市新設のため
- 高岡郡多ノ郷村 （1954年10月1日）須崎市新設のため
- 高岡郡浦ノ内村 （1954年10月1日）須崎市新設のため
- 高岡郡吾桑村 （1954年10月1日）須崎市新設のため
- 高岡郡上分村 （1954年10月1日）須崎市新設のため
- 高岡郡日下村 （1954年10月15日）高岡郡日高村新設のため
- 高岡郡能津村 （1954年10月15日）高岡郡日高村新設のため
- 吾川郡三瀬村 （1955年1月1日）吾川郡伊野町に編入のため
- 香美郡（旧）野市町 （1955年1月1日）香美郡野市町新設のため
- 香美郡佐古村 （1955年1月1日）香美郡野市町新設のため
- 香美郡香宗村 （1955年1月1日）香美郡野市町新設のため
- 香美郡富家村 （1955年1月1日）香美郡野市町新設のため
- 高岡郡（旧）窪川町 （1955年1月5日）高岡郡窪川町新設のため
- 高岡郡東又村 （1955年1月5日）高岡郡窪川町新設のため
- 高岡郡興津村 （1955年1月5日）高岡郡窪川町新設のため
- 高岡郡松葉川村 （1955年1月5日）高岡郡窪川町新設のため
- 高岡郡仁井田村 （1955年1月5日）高岡郡窪川町新設のため
- 吾川郡大崎村 （1955年2月1日）吾川郡吾川村新設のため
- 吾川郡名野川村 （1955年2月1日）吾川郡吾川村新設のため
- 高岡郡加茂村 （1955年2月10日）高岡郡佐川町、日高村に分割編入のため
- 土佐郡森村 （1955年3月31日）土佐郡土佐村新設のため
- 土佐郡地蔵寺村 （1955年3月31日）土佐郡土佐村新設のため
- 長岡郡田井村 （1955年3月31日）土佐郡土佐村新設のため
- 長岡郡東豊永村（1955年3月31日）長岡郡大豊村新設のため
- 長岡郡西豊永村 （1955年3月31日）長岡郡大豊村新設のため
- 長岡郡大杉村 （1955年3月31日）長岡郡大豊村新設のため
- 長岡郡天坪村 （1955年3月31日）長岡郡大豊村新設のため
- 香美郡岸本町 （1955年4月1日）香美郡香我美町新設のため
- 香美郡徳王子村 （1955年4月1日）香美郡香我美町新設のため
- 香美郡山南村 （1955年4月1日）香美郡香我美町新設のため
- 香美郡山北村 （1955年4月1日）香美郡香我美町新設のため
- 香美郡東川村 （1955年4月1日）分割し、香美郡香我美町新設・安芸郡芸西村、香美郡夜須町に分割編入のため
- 香美郡西川村 （1955年4月1日）分割し、香美郡香我美町新設・安芸市、香美郡美良布町、槙山村に分割編入のため
- 長岡郡（旧）本山町 （1955年4月20日）長岡郡本山町新設のため
- 長岡郡吉野村 （1955年4月20日）長岡郡本山町新設のため
- 香美郡美良布町 （1956年3月30日）香美郡大宮町新設のため
- 香美郡暁霞村 （1956年3月30日）香美郡大宮町新設のため
- 吾川郡小川村 （1956年6月1日）吾川郡吾北村新設のため
- 吾川郡清水村 （1956年6月1日）吾川郡吾北村新設のため
- 吾川郡下八川村 （1956年6月1日）吾川郡吾北村新設のため
- 吾川郡上八川村 （1956年6月1日）吾川郡吾北村新設のため
- 幡多郡（旧）大方町 （1956年9月1日）幡多郡大方町新設のため
- 幡多郡白田川村 （1956年9月1日）幡多郡大方町新設のため
- 吾川郡平和村 （1956年9月30日）吾川郡春野村新設のため
- 吾川郡西分村 （1956年9月30日）吾川郡春野村新設のため
- 吾川郡仁西村 （1956年9月30日）吾川郡春野村新設のため
- 吾川郡森山村 （1956年9月30日）吾川郡春野村新設のため
- 吾川郡弘岡上ノ村 （1956年9月30日）吾川郡春野村新設のため
- 吾川郡弘岡中ノ村 （1956年9月30日）吾川郡春野村新設のため
- 吾川郡弘岡下ノ村 （1956年9月30日）吾川郡春野村新設のため
- 高岡郡上半山村 （1956年9月30日）高岡郡葉山村新設のため
- 高岡郡下半山村 （1956年9月30日）高岡郡葉山村新設のため
- 長岡郡（旧）後免町 （1956年9月30日）長岡郡後免町新設のため
- 長岡郡上倉村 （1956年9月30日）長岡郡後免町新設のため
- 長岡郡瓶岩村 （1956年9月30日）長岡郡後免町新設のため
- 長岡郡久礼田村 （1956年9月30日）長岡郡後免町新設のため
- 長岡郡国府村 （1956年9月30日）長岡郡後免町新設のため
- 長岡郡長岡村 （1956年9月30日）長岡郡後免町新設のため
- 長岡郡大篠村 （1956年9月30日）長岡郡香長村新設のため
- 長岡郡三和村 （1956年9月30日）長岡郡香長村新設のため
- 長岡郡稲生村 （1956年9月30日）長岡郡香長村新設のため
- 長岡郡十市村 （1956年9月30日）長岡郡香長村新設のため
- 香美郡日章村 （1956年9月30日）長岡郡香長村新設のため
- 香美郡前浜村 （1956年9月30日）長岡郡香長村新設のため
- 香美郡槙山村 （1956年9月30日）香美郡物部村新設のため
- 香美郡上韮生村 （1956年9月30日）香美郡物部村新設のため
- 幡多郡大内町 （1957年2月11日）幡多郡大月町新設のため
- 幡多郡月灘村 （1957年2月11日）幡多郡大月町新設のため
- 高岡郡上ノ加江町 （1957年7月1日）高岡郡中土佐町新設のため
- 高岡郡久礼町 （1957年7月1日）高岡郡中土佐町新設のため
- 幡多郡昭和村 （1957年8月1日）幡多郡十和村新設のため
- 幡多郡十川村 （1957年8月1日）幡多郡十和村新設のため
- 高岡郡（旧）高岡町 （1958年4月1日）高岡郡高岡町新設のため
- 高岡郡宇佐町 （1958年4月1日）高岡郡高岡町新設のため
- 高岡郡新居村 （1958年4月1日）高岡郡高岡町新設のため
- 幡多郡津大村 （1958年4月1日）幡多郡西土佐村新設のため
- 幡多郡江川崎村 （1958年4月1日）幡多郡西土佐村新設のため
- 安芸郡室戸町 （1959年3月1日）室戸市新設のため
- 安芸郡室戸岬町 （1959年3月1日）室戸市新設のため
- 安芸郡吉良川町 （1959年3月1日）室戸市新設のため
- 安芸郡佐喜浜町 （1959年3月1日）室戸市新設のため
- 安芸郡羽根村 （1959年3月1日）室戸市新設のため
- 安芸郡野根町 （1959年7月1日）安芸郡東洋町新設のため
- 安芸郡甲浦町 （1959年7月1日）安芸郡東洋町新設のため
- 長岡郡後免町 （1959年10月1日）南国市新設のため
- 長岡郡香長村 （1959年10月1日）南国市新設のため
- 長岡郡野田村 （1959年10月1日）南国市新設のため
- 長岡郡岡豊村 （1959年10月1日）南国市新設のため
- 香美郡岩村 （1959年10月1日）南国市新設のため

## 1960年～1969年
- 香美郡大宮町 （1961年3月31日）香美郡香北町新設のため
- 香美郡在所村 （1961年3月31日）香美郡香北町新設のため

## 1970年～1979年
- 長岡郡大津村 （1972年2月1日）高知市に編入のため
- 長岡郡介良村 （1972年2月1日）高知市に編入のため

## 1980年～1999年
この20年間に県内に廃止市町村なし

## 2000年～
- 土佐郡本川村 （2004年10月1日）吾川郡いの町新設のため
- 吾川郡伊野町 （2004年10月1日）吾川郡いの町新設のため
- 吾川郡吾北村 （2004年10月1日）吾川郡いの町新設のため
- 土佐郡鏡村 （2005年1月1日）高知市に編入のため
- 土佐郡土佐山村 （2005年1月1日）高知市に編入のため
- 高岡郡東津野村 （2005年2月1日）高岡郡津野町新設のため
- 高岡郡葉山村 （2005年2月1日）高岡郡津野町新設のため
- 中村市 （2005年4月10日）四万十市新設のため
- 幡多郡西土佐村 （2005年4月10日）四万十市新設のため
- 吾川郡池川町 （2005年8月1日）吾川郡仁淀川町新設のため
- 吾川郡吾川村 （2005年8月1日）吾川郡仁淀川町新設のため
- 高岡郡仁淀村 （2005年8月1日）吾川郡仁淀川町新設のため
- 高岡郡（旧）中土佐町 （2006年1月1日）高岡郡中土佐町新設のため
- 高岡郡大野見村 （2006年1月1日）高岡郡中土佐町新設のため
- 香美郡赤岡町 （2006年3月1日）香南市新設のため
- 香美郡香我美町 （2006年3月1日）香南市新設のため
- 香美郡野市町 （2006年3月1日）香南市新設のため
- 香美郡夜須町 （2006年3月1日）香南市新設のため
- 香美郡吉川村 （2006年3月1日）香南市新設のため
- 香美郡土佐山田町 （2006年3月1日）香美市新設のため
- 香美郡香北町 （2006年3月1日）香美市新設のため
- 香美郡物部村 （2006年3月1日）香美市新設のため
- 高岡郡窪川町 （2006年3月20日）高岡郡四万十町新設のため
- 幡多郡大正町 （2006年3月20日）高岡郡四万十町新設のため
- 幡多郡十和村 （2006年3月20日）高岡郡四万十町新設のため
- 幡多郡佐賀町 （2006年3月20日）幡多郡黒潮町新設のため
- 幡多郡大方町 （2006年3月20日）幡多郡黒潮町新設のため
- 吾川郡春野町 （2008年1月1日）高知市に編入のため